# Tilia hupehensis
Tilia hupehensis är en malvaväxtart som beskrevs av Wan Chun Cheng och Hung T. Chang. Tilia hupehensis ingår i släktet lindar, och familjen malvaväxter. Inga underarter finns listade i Catalogue of Life.